# 1081
Évszázadok: 10. század – 11. század – 12. század
Évtizedek: 1030-as évek – 1040-es évek – 1050-es évek – 1060-as évek – 1070-es évek – 1080-as évek – 1090-es évek – 1100-as évek – 1110-es évek – 1120-as évek – 1130-as évek
Évek: 1076 – 1077 – 1078 – 1079 –  1080 – 1081 – 1082 – 1083 – 1084 – 1085 – 1086

## Események
- Robert Guiscard normann király elfoglalja Korfu szigetét a Bizánci Birodalomtól.
- április 4. – I. Alexiosz Komnénosz megdönti III. Niképhorosz császár hatalmát és megalapítja a Komnénosz-dinasztiát Bizáncban (1118-ig uralkodik).
- május 8. – VI. Alfonz kasztíliai király és Constance burgundi hercegnő házassága.
- A normannok Durrësnél megverik a bizánci sereget és elfoglalják a várost.
- Salamon és I. László kibékülnek,[1] Salamon lemond királyi jogairól.
- december 26. – Hermannt német ellenkirállyá választják (IV. Henrik ellenében).

## Születések
- december 1. – VI. (Kövér) Lajos francia király († 1137)

## Halálozások
- Montjoux-i Szent Bernát a hegymászók védőszentje
- december 11. – III. Niképhorosz bizánci császár (* 1001 körül)